# Liste der Naturdenkmäler in Prettau
Die Liste der Naturdenkmäler in Prettau (italienisch Predoi) enthält die 24 als Naturdenkmal ausgewiesene Objekte auf dem Gebiet der Gemeinde Prettau in Südtirol.
Basis ist das im Internet einsehbare offizielle Verzeichnis der Naturdenkmäler in Südtirol (Stand: 23. Januar 2015). Dabei kann es sich um botanische, geologische oder hydrologische Naturdenkmäler handeln. Die Reihenfolge in dieser Liste orientiert sich an der ID, alternativ ist sie auch nach dem Namen sortierbar.

## Liste
| Foto |                 | Name                                                                                         | Standort                      | Beschreibung |
| ---- | --------------- | -------------------------------------------------------------------------------------------- | ----------------------------- | --- |
| BW   | Datei hochladen | Waldnersee ID: 070_G01                                                                       | 47° 3′ 31″ N, 12° 4′ 58″ O    | Hydrologisches Naturdenkmal: See                                                                                            |
| BW   | Datei hochladen | Grubbachmoos ID: 070_G02                                                                     | 47° 2′ 43″ N, 12° 4′ 59″ O    | Hydrologisches Naturdenkmal: Niedermoor                                                                                     |
| BW   | Datei hochladen | Hängefichte beim Forstgarten ID: 070_G03                                                     | 47° 2′ 51″ N, 12° 7′ 40″ O    | Botanisches Naturdenkmal: Fichte                                                                                            |
| BW   | Datei hochladen | Notfeldsee ID: 070_G04                                                                       | 47° 2′ 21″ N, 12° 4′ 7″ O     | Hydrologisches Naturdenkmal: See                                                                                            |
| ja   | Datei hochladen | Rötbachfall (Cascata del rio Valle Rossa) ID: 070_P01                                        | 47° 2′ 40″ N, 12° 7′ 55″ O    | Hydrologisches Naturdenkmal: Erstausweisung 20.09.1983 Von Kasern aus auf dem Weg Nr. 11 in einer halben Stunde erreichbar. |
|      | Datei hochladen | Hasenbachfall ID: 070_P03                                                                    | Koordinaten fehlen! Hilf mit. | Hydrologisches Naturdenkmal:                                                                                                |
|      | Datei hochladen | 1 Lärche ID: 070_P05                                                                         | Koordinaten fehlen! Hilf mit. | Botanisches Naturdenkmal:                                                                                                   |
|      | Datei hochladen | Rundbuckel- und Schliffrückenlandschaft in der Örtlichkeit Unter- und Oberstadl ID: 070_P06  | Koordinaten fehlen! Hilf mit. | Geologisches Naturdenkmal:                                                                                                  |
|      | Datei hochladen | Schliffrückenlandschaft zu beiden Seiten des Rötbaches in den Örtlichkeiten Ha.. ID: 070_P07 | Koordinaten fehlen! Hilf mit. | Geologisches Naturdenkmal:                                                                                                  |
|      | Datei hochladen | Fundstellen von Transkalken (Dolomiten) und von weißem und rotem Marmor in der.. ID: 070_P08 | Koordinaten fehlen! Hilf mit. | Geologisches Naturdenkmal:                                                                                                  |
|      | Datei hochladen | Weiße Wand im Hasental als bedeutende Fundstelle für Transkalke ID: 070_P09                  | Koordinaten fehlen! Hilf mit. | Geologisches Naturdenkmal:                                                                                                  |
|      | Datei hochladen | Serpentinlinse in der Örtlichkeit Rosshuf – Gamstod ID: 070_P10                              | Koordinaten fehlen! Hilf mit. | Geologisches Naturdenkmal:                                                                                                  |
|      | Datei hochladen | Quarzgang am Rötemannjoch im Röttal ID: 070_P11                                              | Koordinaten fehlen! Hilf mit. | Geologisches Naturdenkmal:                                                                                                  |
|      | Datei hochladen | Alprechkees ID: 070_P12                                                                      | Koordinaten fehlen! Hilf mit. | Hydrologisches Naturdenkmal:                                                                                                |
|      | Datei hochladen | Rötfleckkees ID: 070_P13                                                                     | Koordinaten fehlen! Hilf mit. | Hydrologisches Naturdenkmal:                                                                                                |
|      | Datei hochladen | Rötkees ID: 070_P14                                                                          | Koordinaten fehlen! Hilf mit. | Hydrologisches Naturdenkmal:                                                                                                |
|      | Datei hochladen | Windtalkees ID: 070_P15                                                                      | Koordinaten fehlen! Hilf mit. | Hydrologisches Naturdenkmal:                                                                                                |
|      | Datei hochladen | Lahnerkees ID: 070_P16                                                                       | Koordinaten fehlen! Hilf mit. | Hydrologisches Naturdenkmal:                                                                                                |
|      | Datei hochladen | Prettauerkees ID: 070_P17                                                                    | Koordinaten fehlen! Hilf mit. | Hydrologisches Naturdenkmal:                                                                                                |
|      | Datei hochladen | Lengkees ID: 070_P18                                                                         | Koordinaten fehlen! Hilf mit. | Hydrologisches Naturdenkmal:                                                                                                |
|      | Datei hochladen | Merbkees ID: 070_P19                                                                         | Koordinaten fehlen! Hilf mit. | Hydrologisches Naturdenkmal:                                                                                                |
|      | Datei hochladen | Virglkees ID: 070_P20                                                                        | Koordinaten fehlen! Hilf mit. | Hydrologisches Naturdenkmal:                                                                                                |
|      | Datei hochladen | Kerrakees ID: 070_P21                                                                        | Koordinaten fehlen! Hilf mit. | Hydrologisches Naturdenkmal:                                                                                                |
|      | Datei hochladen | Roßhufkees ID: 070_P22                                                                       | Koordinaten fehlen! Hilf mit. | Hydrologisches Naturdenkmal:                                                                                                |

| Foto: | Fotografie des Naturdenkmals. Klicken des Fotos erzeugt eine vergrößerte Ansicht. Daneben finden sich zwei Symbole: |
| ID    | Identifikator bei der Abteilung Natur, Landschaft und Raumentwicklung der Südtiroler Landesverwaltung               |